# Jacob Saunders
Jacob Saunders, född 15 april 1992, är en kanadensisk seglare.
Saunders tävlade för Kanada vid olympiska sommarspelen 2016 i Rio de Janeiro, där han tillsammans med sin bror Graeme Saunders slutade på 22:a plats i herrarnas 470.